# Kościół św. Antoniego Padewskiego w Inowrocławiu
Kościół świętego Antoniego Padewskiego – rzymskokatolicki kościół parafialny należący do dekanatu inowrocławskiego I archidiecezji gnieźnieńskiej. Znajduje się w dzielnicy Inowrocławia, Szymborzu.
Jest to niewielka świątynia wzniesiona w 1937 roku dla utworzonej w tym samym czasie parafii. Budowla nie jest konsekrowana.
Kościół został wybudowany na miejscu poprzedniej kaplicy na gruntach należących dawniej do Kloftów, dziadków poety Jana Kasprowicza.
W lutym 2008 roku silny wiatr zerwał część poszycia dachowego kościoła, natomiast ulewa zalała fragment stropu.